# Karise Kirke
Karise Kirke er en kirke i stationsbyen Karise på det sydøstlige Sjælland.
Karise Kirke er et sjældent eksempel på, at  kor, skib og tårn er
opført samtidig – iflg. skriftlige kilder o. 1261 – i overgangsperioden
mellem romansk og gotisk byggestil. Usædvanligt er det, at koret rager op over skibet, men det mest iøjnespringende er imidlertid
gravkapellet over slægten Moltke, der er tilbygget 500 år senere, 1766-1767 ved C.F. Harsdorff for gehejmeråd, grev Adam Gottlob Moltke, der ligger begravet her. Også Adam Wilhelm Moltke, Danmarks første statsminister, er begravet i kapellet.
Endelig er der en sengotisk tilbygning mod nord, nemlig det bæltemurede våbenhus fra o. 1500. Tårnets øverste del er også fra denne periode.

## Eksterne kilder og henvisninger
- Karise Kirke hos KortTilKirken.dk
- Karise Kirke i bogværket Danmarks Kirker (udg. af Nationalmuseet)

- Wikimedia Commons har flere filer relateret til Karise Kirke